# Torre del Mas de la Creu
La Torre del Mas de la Creu és una torre situada al poble de Monnars, al municipi de Tarragona, declarada Bé Cultural d'Interès Nacional. És una de les edificacions del mas de la Creu, el qual s'ubica en una zona muntanyosa en veïnatge amb altres masos fortificats de l'antic terme de Tamarit de Mar: els masos de Pastoret i de Sorder. La torre s'ha de situar en el context de les freqüents incursions de pirates moros que assolaren les costes durant els segles xvi i xvii. Actualment, tot i que resta en bon estat de conservació, està deshabitat. El nom de Mas de la Creu es deu al fet que justa al davant del mas i a l'inici de la zona de bosc hi ha una creu.

## Mas
El mas es presenta com un edifici compacte, però al voltant d'un edifici originari es van produir diverses ampliacions. La major part dels edificis annexos estan relacionats amb la producció vinícola.
El mas primitiu es troba al nord de la torre, té dues plantes més golfa. En la façana principal hi destaca la portalada d'accés, amb arc de pedra picada i pedra clau amb un senyal (tau?) en baix relleu com també la finestra emmarcada per carreus, després convertida en balcó. Les cantonades del mas són també de carreus.
A l'altre costat de la torre, tancades en un clos al qual s'accedeix des de la façana principal per una portalada, diverses construccions d'una sola planta entorn d'un pati. La tècnica constructiva predominant és la maçoneria en tot el conjunt.
Una mica allunyada del mas, ja integrada en el bosc la creu de forja sobre una columna de pedra que dona nom al mas. Just al darrere, la boca d'un calabós excavat en el terreny natural al qual s'accedeix per unes escales. Aquest accés està construït en fàbrica de maons. Es conserva encara una portella de barrots de ferro.

## Torre
La torre és un edifici quadrat de 4,20 per 4,70 metres amb un gruix de mur de 0,90 m. L'alçada de la torre és de 14 metres, aproximadament. L'aparell és de maçoneria amb els angles reforçats i les obertures emmarcades per carreus. Es conserven matacans i merlets que són de tipus triangular esglaonat amb espitllera central. No hi ha cap porta d'accés a la torre que és de suposar es realitzaria des del mas. En els murs apareixen un seguit d'espitlleres defensades per quatre matacans existents en la part superior de la torre, tots ells centrats excepte el septentrional que està girat per defensar l'entrada del mas. Hi ha altres obertures de cronologia posterior i dues gàrgoles a la terrassa. La distribució interior és de planta, tres pisos coberts amb volta, més la terrassa superior.